# شيفروليه كورفيت سي1

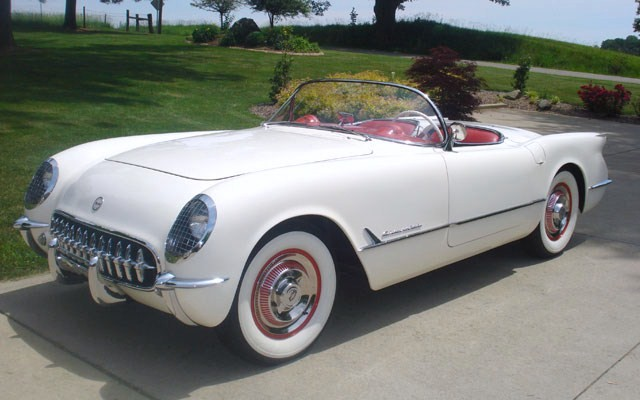
سيارة شيفورليه كورفيت سي1 ، صنعت عام 1957م.

شيفورليه كورفيت سي-1 (بالإنجليزية: Chevrolet Corvette C1)‏ ، هي نوع السيارة الرياضية التي أنتجها الجيل الأول، بدأت ظهورها الأول عام 1953م، وأنتهت عام 1962م، وهي من إنتاج جنرال موتورز.

## وصلات خارجية
- The Corvette Museum: Corvette Timeline
- "Corvettes at Le Mans: GM Shows off rare 1960 Documentary". GM Media Archives. مؤرشف من الأصل في 2012-02-27. اطلع عليه بتاريخ 2010-05-29.